# Книга за джунглата 2
Вижте пояснителната страница за други значения на Книга за джунглата.
„Книга за джунглата 2“ (на английски: The Jungle Book 2) е американски анимационен филм на Дисни от 2003 година. Това е продължение на хитовия детски анимационен филм Книга за джунглата, издаден през 1967 година.

## Синхронен дублаж

### Ролите озвучиха
| Роля            | Изпълнител             |
| --------------- | ---------------------- |
| Балу            | Николай Петров         |
| Маугли          | Георги Николов         |
| Шанти           | Мария-Магдалена Минева |
| Ранджан         | Майкъл Зарков          |
| Багира          | Мариус Донкин          |
| Шир Хан         | Красимир Куцупаров     |
| Баща на Ранджан | Стефан Сърчаджиев      |
| Каа             | Стефан Стефанов        |
| Хати            | Симеон Викторов        |
| Ем Си           | Тодор Николов          |
| Лъки            | Ненчо Балабанов        |

### Други гласове
| Антоанета Георгиева |
| Варвара Панкова     |
| Венцислава Стоилова |
| Весела Маринчева    |
| Деси Моралес        |
| Лина Шишкова        |
| Мария Николаева     |
| Петя Абаджиева      |
| Светлана Смолева    |
| Сивина Сивинова     |
| Анатолий Божинов    |
| Атанас Сребрев      |
| Владимир Михайлов   |
| Камен Асенов        |
| Орлин Павлов        |
| Теодор Койчинов     |
| Ясен Зердев         |
| Явор Каров          |

### И децата
| Боряна Ильова         |
| Борислава Белобрадова |
| Михаела Маринова      |
| Емил Димитров         |
| Симеон Желязков       |

### Песни
| Песен                | Изпълнява                                            |
| -------------------- | ---------------------------------------------------- |
| Ритъмът на джунглата | Георги Николов Мария-Магдалена Минева Хор            |
| Важните неща         | Георги Николов Николай Петров Мария Магдалена Минева |
| Слонски марш         | Хор                                                  |
| Най-ай-ай див бъди   | Николай Петров Хор                                   |

## Българска версия
| Обработка                       | Александра Аудио                        |
| ------------------------------- | --------------------------------------- |
| Режисьор на дублажа             | Десислава Софранова                     |
| Превод                          | Гергана Бахчисарайцева                  |
| Адаптация                       | Венета Янкова                           |
| Превод на песните               | Десислава Софранова Цветомира Михайлова |
| Музикален режисьор              | Десислава Софранова                     |
| Музикален асистент              | Цветомира Михайлова                     |
| Творчески директор              | Венета Янкова                           |
| Тонрежисьори на записа          | Пламен Чернев Петър Костов              |
| Продуцент на българската версия | Disney Character Voices International   |